# 대두라항
대두라항은 전라남도 여수시 남면 두라리 대두라마을 인근에 있는 어항이다. 2007년 8월 8일 어촌정주어항으로 지정하여 관리하고 있다. 시설관리자는 여수시장이다.

## 어항 구역
- 수역: 북위 34°33′51″, 동경 127°44′14″의 지점에서 S70°E방향으로 70m점과 이 점에서 S20°W방향으로 60m점과 이 점에서 N70°W방향으로 50m점과 이 점에서 S10°E방향으로 120m점과 이 점에서 N65°E방향으로 120m점과 이 점에서 S30°E방향으로 150m점과 이 점에서 S10°W방향으로 육지부를 연결하는 선을 따라 형성된 공유수면[1]

## 어항 시설
- 방파제 177m, 물양장 31m, 호안 37m

## 기본 계획
- 방파제 212m, 물양장 31m, 호안 99m[1]

## 정비 계획
- 방파제 35m, 호안 62m[2]

## 주요 어종
- 전복, 참돔, 우럭, 감성돔